# Голяма награда на Бахрейн
Голямата награда на Бахрейн е кръг от световния шампионат на ФИА – Формула 1. Проведено за първи път през 2004 г., това е първото Гран При в Близкия изток и кулминацията на проект за милиони щатски долари, започнат през 2002 г., когато Кралство Бахрейн подписва договор да бъде домакин на това голямо събитие.

## Писта
Пистата се намира в Сакхир, на 30 км югозападно от столицата на острова, Манама. Проектираната от Херман Тилке писта, съдържа не по-малко от 5 трасета в рамките на комплекса. Конструирането на пистата започва през ноември 2002 и е завършена през март 2004. За построяването и са използвани 12 000 тона камък, една трета от които Уелски гранит, избран за повърхност на пистата, поради свойството му да осигурява отлично сцепление.
Дългата 5411 км писта осигурява 50000 седящи места и общ брой от 100 000 места за зрителите, всичките предоставящи перфектен изглед към трасето. Също така осигурява и 500 места за журналисти в медийния център на комплекса.
Ширината на пистата варира в края на отделните прави, което позволява на пилотите да избират различни линии на каране, а многобройните завои предлагат поне три места за изпреварване.
За сезон 2010 трасето е удължено до 6.299 км. като са добавени и 9 нови завоя в северната част с което общият им брой е увеличен до 24, но от следващото Гран При е върната старата дължина на пистата.
Състезанието през 2011 г. е отменено заради протестите в държавата.

## Спонсори
- Gulf Air 2004-

## Победители
| Година | Пилот           | Конструктор                | Писта  | Статистика |
| ------ | --------------- | -------------------------- | ------ | ---------- |
| 2023   | Макс Верстапен  | Ред Бул Рейсинг-Хонда РБПТ | Сакхир | Статистика |
| 2022   | Шарл Льоклер    | Ферари                     | Сакхир | Статистика |
| 2021   | Луис Хамилтън   | Мерцедес                   | Сакхир | Статистика |
| 2020   | Луис Хамилтън   | Мерцедес                   | Сакхир | Статистика |
| 2019   | Луис Хамилтън   | Мерцедес                   | Сакхир | Статистика |
| 2018   | Себастиан Фетел | Ферари                     | Сакхир | Статистика |
| 2017   | Себастиан Фетел | Ферари                     | Сакхир | Статистика |
| 2016   | Нико Розберг    | Мерцедес                   | Сакхир | Статистика |
| 2015   | Луис Хамилтън   | Мерцедес                   | Сакхир | Статистика |
| 2014   | Луис Хамилтън   | Мерцедес                   | Сакхир | Статистика |
| 2013   | Себастиан Фетел | Ред Бул-Рено               | Сакхир | Статистика |
| 2012   | Себастиан Фетел | Ред Бул-Рено               | Сакхир | Статистика |
| 2011   | Отменено        | Отменено                   | Сакхир |            |
| 2010   | Фернандо Алонсо | Ферари                     | Сакхир | Статистика |
| 2009   | Дженсън Бътън   | Браун-Мерцедес             | Сакхир | Статистика |
| 2008   | Фелипе Маса     | Ферари                     | Сакхир | Статистика |
| 2007   | Фелипе Маса     | Ферари                     | Сакхир | Статистика |
| 2006   | Фернандо Алонсо | Рено                       | Сакхир | Статистика |
| 2005   | Фернандо Алонсо | Рено                       | Сакхир | Статистика |
| 2004   | Михаел Шумахер  | Ферари                     | Сакхир | Статистика |

## Статистика победи

### Пилоти
| Победи | Пилот           | Постигнати             |
| ------ | --------------- | ---------------------- |
| 4      | Себастиан Фетел | 2012, 2013, 2017, 2018 |
| 3      | Фернандо Алонсо | 2005, 2006, 2010       |
| 3      | Луис Хамилтън   | 2014, 2015, 2019       |
| 2      | Фелипе Маса     | 2007, 2008             |

### Конструктори
| Победи | Конструктор | Постигнати                         |
| ------ | ----------- | ---------------------------------- |
| 6      | Ферари      | 2004, 2007, 2008, 2010, 2017, 2018 |
| 4      | Мерцедес    | 2014, 2015, 2016, 2019             |
| 2      | Рено        | 2005, 2006                         |
| 2      | Ред Бул     | 2012, 2013                         |

### Двигатели
| Победи | Двигател | Постигнати                         |
| ------ | -------- | ---------------------------------- |
| 6      | Ферари   | 2004, 2007, 2008, 2010, 2017, 2018 |
| 5      | Мерцедес | 2009, 2014, 2015, 2016, 2019       |
| 4      | Рено     | 2005, 2006, 2012, 2013             |

### Националност на пилотите
| Победи | Страна         | Постигнати                         | Пилоти |
| ------ | -------------- | ---------------------------------- | ------ |
| 6      | Германия       | 2004, 2012, 2013, 2016, 2017, 2018 | 3      |
| 4      | Великобритания | 2009, 2014, 2015, 2019             | 2      |
| 3      | Испания        | 2005, 2006, 2010                   | 1      |
| 2      | Бразилия       | 2007, 2008                         | 1      |